# Greve Dooku
Greve Dooku (102 – 19 BBY) (också känd som Darth Tyranus) är en fiktiv rollfigur i Star Wars-universumet. I filmerna spelas han av Christopher Lee, i Star Wars: Clone Wars (tv-serie) görs rösten av Corey Burton.
Greve Dooku var en elegant man, som tillhörde de mest lärda i jediorden. Han döljer sig i mystik samtidigt som han är en av galaxens rikaste och mest inflytelserika personer. Så mycket som en blick av hans iskalla ögon eller ett ord av hans mörka röst var tillräckligt för att sätta skräck i de flesta.

## Biografi

### Tiden som Jedi
Dooku togs från sin familj vid tidig ålder och växte upp i jeditemplet med ingen mindre än mästare Yoda som mentor. Trots att Dookus uppväxt inte skilde sig från andra jediriddares blev Dooku väldigt viljestark och började se brister i Republiken som jediorden tjänade.
Om det inte vore för att han litade blint på sig själv och lät bli att lyssna på andras råd skulle Dooku varit en del av jedirådet. Men Dooku fortsatte att studera till den dagen han själv kunde ta sig an en lärling. Det skulle visa sig att Qui-Gon Jinn skulle bli minst lika viljestark som sin mästare, men det visade sig att de båda skulle gå helt olika öden till mötes.
Långt senare, vid slaget om Naboo, mördades Qui-Gon Jinn. Dooku hade vid det laget utvecklat en sådan avsky för Republiken att han inte ens närvarade vid minnestjänsten för sin forne lärling. Strax därefter bestämde han sig för att lämna jediorden frivilligt för att återta sin titel som greve av Serenno och förmögenheten som kom med den.
Dooku försvann spårlöst. Många trodde att han gjorde det för att tänka över vad han skulle göra härnäst med sitt liv. Men Dooku var redan inblandad i en mörk plan som skulle bli dödsstöten för Republiken.

### Fallet till mörka sidan och Konfederationens grundande

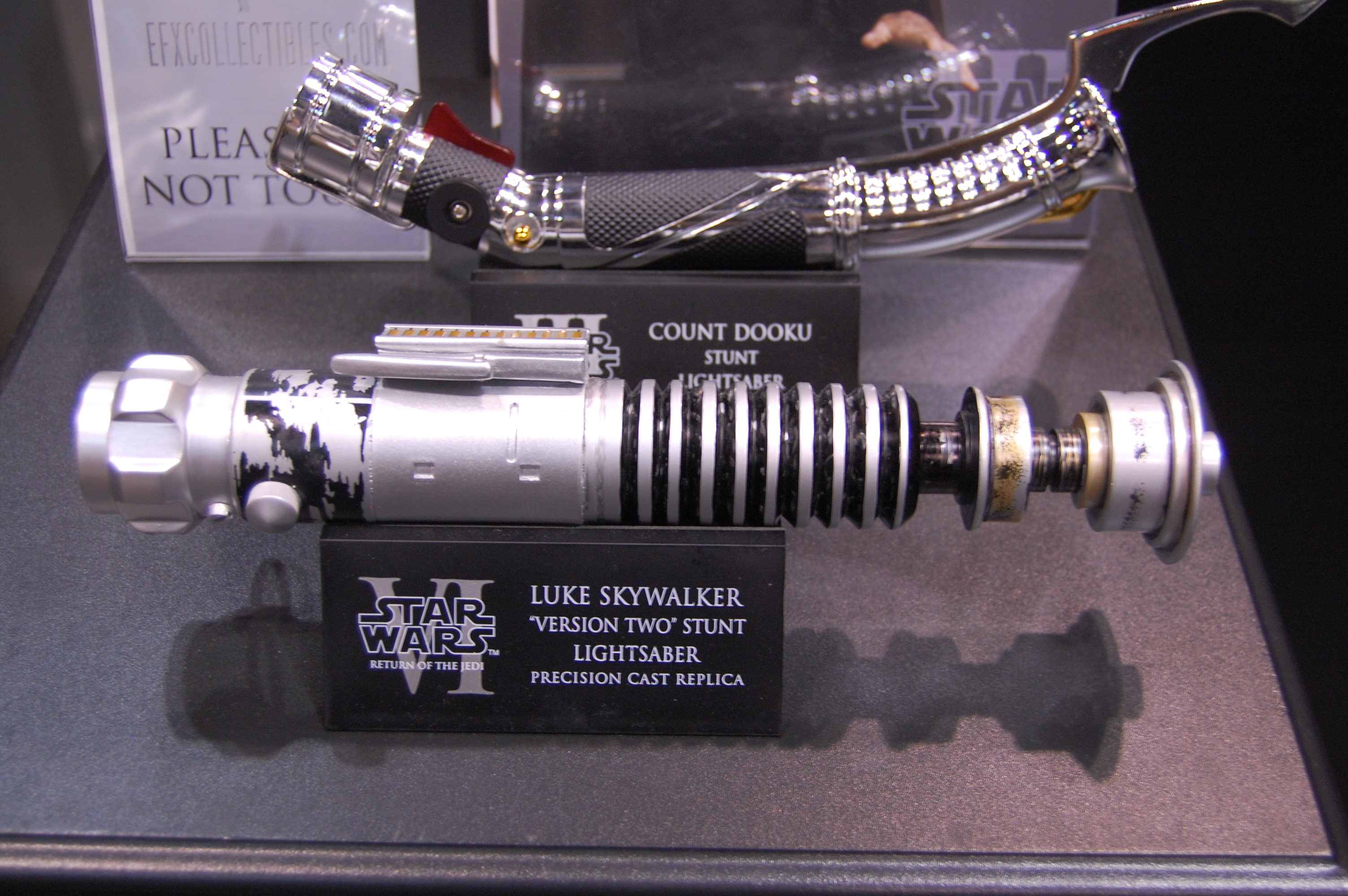
Greve Dooku och Lukes ljussabel.

Sithlorden Darth Sidious hade just förlorat sin förre lärling Darth Maul. Istället för att träna en ny lärling från grunden valde Sidious att kontakta Dooku som han visste skulle bli en stor tillgång. Dooku slöt i största hemlighet en pakt med Sidious och fick namnet Darth Tyranus.
Dookus första uppdrag av Darth Sidious var att finna det bästa råmaterialet att bistå klonarmén som skulle skapas på Kamino. Prisjägaren Jango Fett visade sig vara den bästa kandidaten, och fick förutom sig själv klonad en ansenlig summa på fem miljoner krediter.
Dooku försvann från rampljuset men fortsatte att predika sitt hat mot Republiken. Dooku slöt hemliga band till kommersiella organisationer och tusentals stjärnsystem och bildade separatiströrelsen.
Efter åtta år kom Dooku tillbaka till rampljuset när separatisterna utmanade och hotade att splittra Republiken.
Separatiströrelsen slöt ett avtal med planeten Geonosis som producerade en droidarmé som skulle användas till de pengagiriga företagens fördel. Men samtidigt upptäcktes klonarmén och de så kallade klonkrigen bröt ut.
Jediriddaren Obi-Wan Kenobi och hans lärling Anakin Skywalker tog upp jakten på greve Dooku på Geonosis. De möttes i en hemlig hangar just som greven skulle fly. De ställdes öga mot öga, men Dooku med sina åratal av hårda studier av både Kraftens ljusa och mörka sida besegrade de båda jediriddarna snabbt. Oturligt nog för Dooku anlände jedimästaren Yoda. Dooku undkom knappt med livet i behåll. Dooku återvände till Coruscant och rapporterade till Darth Sidious att klonkriget äntligen börjat.
Medan klonkriget spred sig över hela galaxen började Dooku strävandet att lära upp fler personer i den mörka sidans konster. Asajj Ventress var en, general Grievous en annan som Dooku tränade upp till att bli ny separatistledare som skulle sätta käppar i hjulet för republiken.
Tre år efter slaget vid Geonosis beordrade Darth Sidious separatistflottan ledd av general Grievous och greve Dooku att anfalla republikens huvudsäte Coruscant. En manöver för att dra uppmärksamheten från att man skulle komma att kidnappa överkansler Palpatine. Jediriddarna Anakin Skywalker och Obi-Wan Kenobi kallades tillbaka från den yttre randen av galaxen för att rädda kanslern som hölls fånge på general Grievous flaggskepp Osynliga Handen. Innan de kunde fritaga kanslern var de tvungna att än en gång ställas öga mot öga med den onde greven.
Obi-Wan slogs snabbt medvetslös av sithlorden och Anakin tvingades att möta Dooku ensam. Anakin hade dock blivit mycket kraftfullare än förra gången de möttes och kunde nu mäta sig med Dookus styrka. Sithlorden försökte flera gånger under duellen att locka Anakin till den mörka sidan. I slutändan fick Dooku båda sina händer avhuggna av den unge jediriddaren. Med svek i tanken vädjade Dooku med blicken till både kanslern och jediriddaren, utan resultat. Anakin halshögg brutalt sithlorden Dooku till Palpatines stora förtjusning.

## Personlighet
Greve Dooku var en gammal man. Hans ljussvärd hade ett böjt handtag och klingan var röd, som sithernas klingor brukar vara. Han var mycket stark i Kraften och kunde göra Sithblixtar (Force Lightning). Han var en mycket bra duellant; vid slaget om Geonosis lyckades han vinna över Obi-Wan och Anakin och kunde hålla stånd mot Yoda, en av tidernas bästa duellanter.